# Anna Krauss
Anna Krauss (Bogen, 27 ottobre 1884 – Berlino, 5 agosto 1943) è stata un'antifascista, chiaroveggente, cartomante e donna d'affari tedesca, combattente della resistenza contro il regime nazista nel gruppo berlinese dell'Orchestra Rossa.

## Biografia
Anna era figlia dell'agricoltore Johann Friese. Nel 1911 sposò l'ungherese Josef Krauss, nel 1914 nacque il figlio Rudolf. Josef fu ucciso durante la prima guerra mondiale e così nel 1920 Anna e suo figlio si trasferirono a Berlino dove, per guadagnarsi da vivere, gestì un laboratorio di cucito. Data la sua formazione commerciale, nel 1936 diventò proprietaria di un ingrosso di colori e vernici a Berlino.

## Resistenza

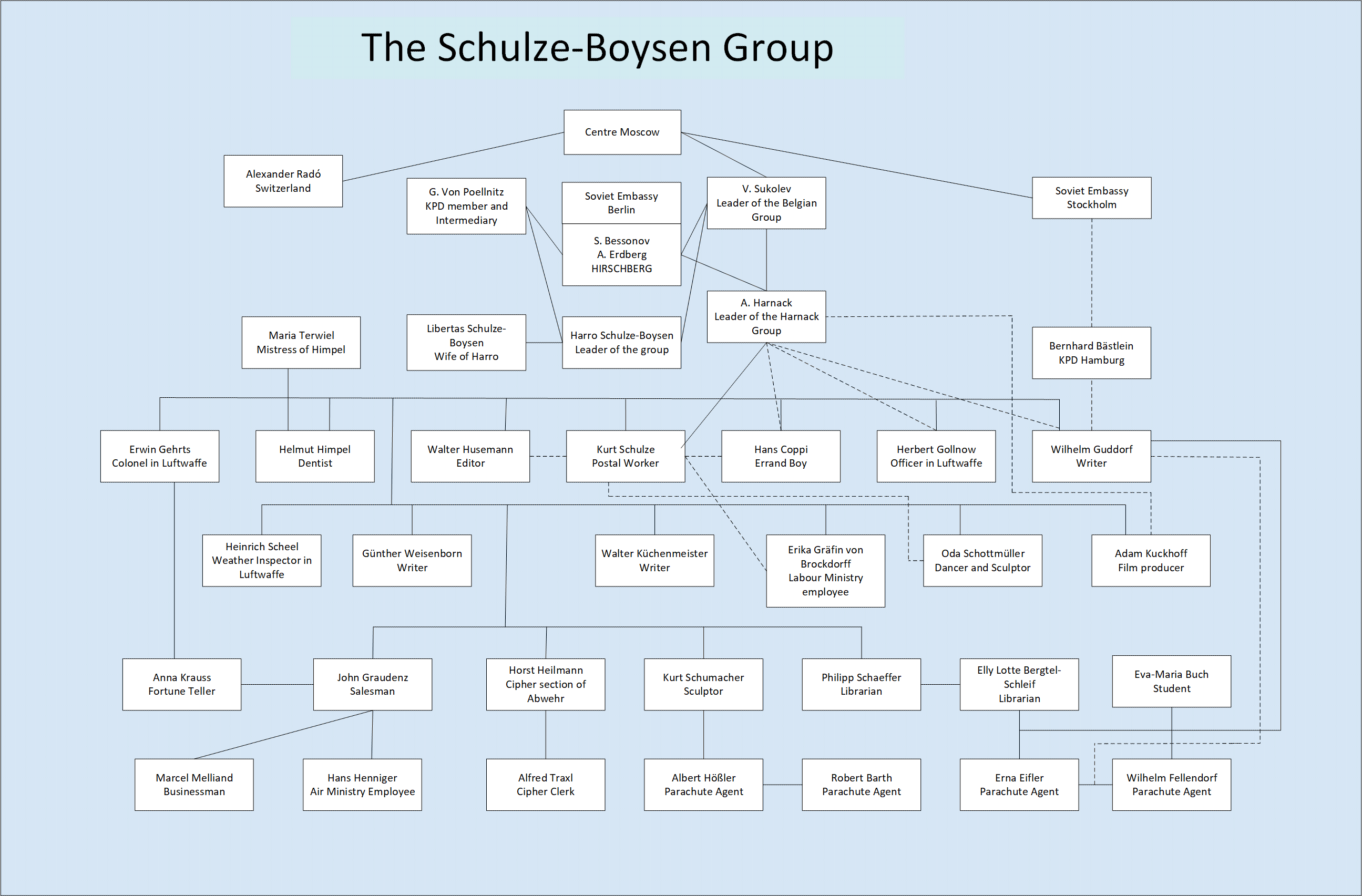
Schema del gruppo berlinese Schulze-Boysen.

Alla fine del 1938, Anna ospitò una giovane ebrea di 22 anni, Sophie Templer-Kuh, in attesa di prolungare il suo visto britannico all'ambasciata britannica a Berlino. Sophie morirà nel 2021, all'età di 104 anni.
Nell'agosto del 1941, Libertas Schulze-Boysen divenne cliente di Anna grazie al giornalista Heinrich Karbe. Tramite Schulze-Boysen, Anna conobbe Toni Graudenz, moglie di John Graudenz, entrambi vicini di casa a Stahnsdorf.
Molti dei clienti di Anna erano ufficiali tedeschi superstiziosi in cerca di consigli e, mentre descrivevano le loro campagne imminenti, lei riferiva i dettagli a Libertas tramite Toni che faceva da intermediario. Uno di questi ufficiali tedeschi era Erwin Gehrts, colonnello della Luftwaffe interessato alla metafisica e all'occulto tanto da condurre una vita straordinariamente superstiziosa e che si recava regolarmente da Anna per chiedere consigli.

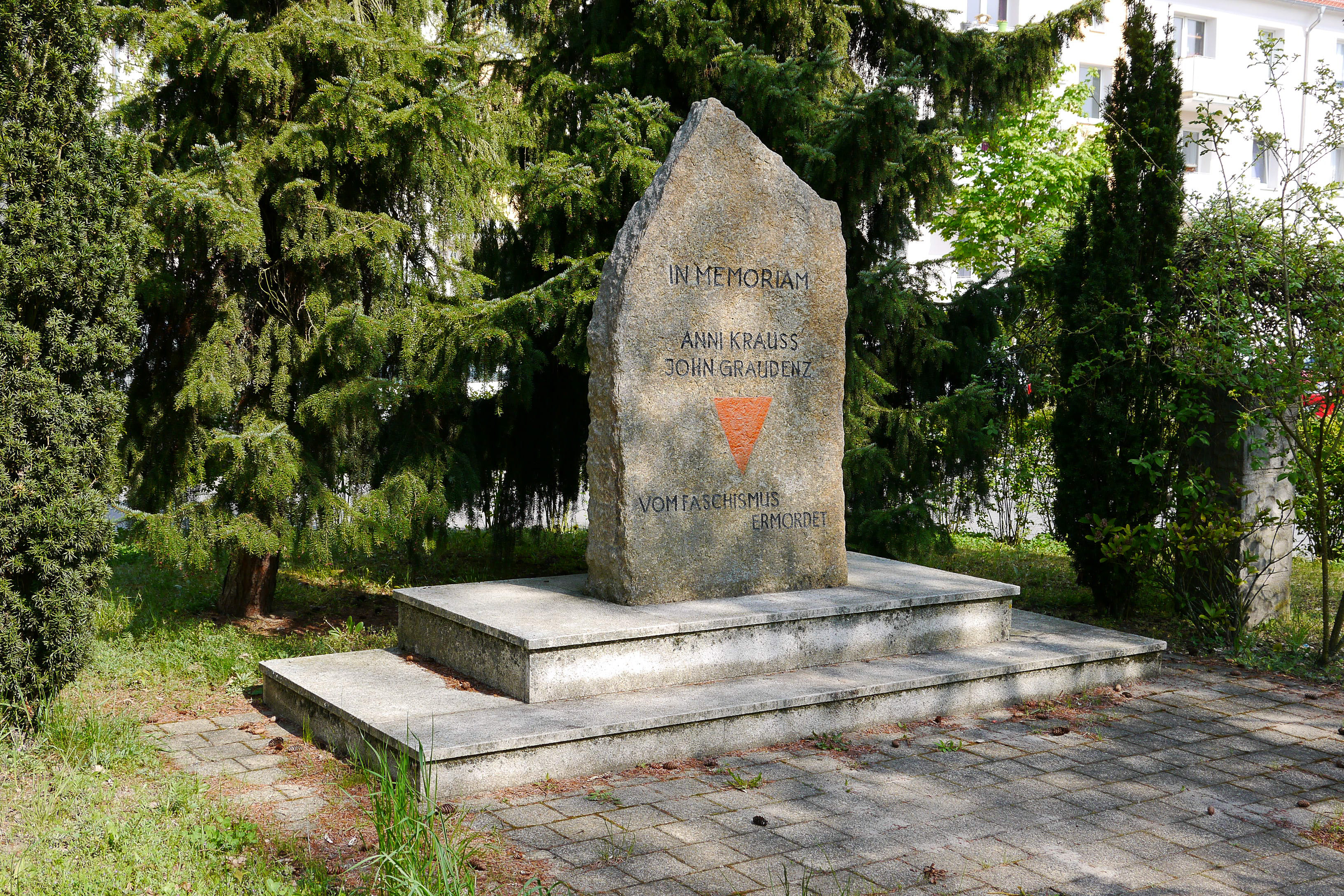
Memoriale di Anna Krauss

Fu un membro a pieno titolo del gruppo berlinese Schulze-Boysen dell'Orchestra Rossa e fu pienamente informata di tutte le loro attività. Anna mise a disposizione il suo appartamento per John Graudenz dove sistemare due macchine da stampa a ciclostile per le stampe dei volantini antinazisti del gruppo, meglio noti con il nome di AGIS. Partecipò anche nella distribuzione di opuscoli e volantini. Graudenz fu il responsabile tecnico della produzione dei volantini e degli opuscoli del gruppo.

### Arresto
Fu arrestata il 14 settembre 1942, processata dal Reichskriegsgericht e condannata a morte il 12 febbraio 1943. L'esecuzione ebbe luogo il 5 agosto 1943 nella prigione di Plötzensee, fu ghigliottinata durante un'esecuzione di massa con altri 3 uomini e 14 donne.